# Sulaco
Sulaco es un municipio del departamento de Yoro en la República de Honduras.

## Toponimia
La palabra Sulaco en náhuatl significa "En la tierra de las codornices".

## Límite
| Orientación | Límite                             |
| ----------- | ---------------------------------- |
| Norte       | Municipio de Yorito, Yoro          |
| Sur         | Municipio de San José del Potrero, |
| Este        | Municipio de Marale,               |
| Oeste       | Municipio de Victoria,             |

## Historia
Se ignora cuándo fue creado este municipio.
En 1654, se sabe que en este año ya estaba establecido un convento de la Orden de San Francisco.
En 1707, en el título de tierras que le midieron como ejidos en el tiempo de la colonia española, aparece con el nombre de San Juan de Sulaco, poblado solamente de indios.
En 1723, este pueblo contaba con 200 habitantes que se dedicaban a lavar oro.
En 1791, en el primer recuento de población en 1791 aparece como cabecera de Curato.
En 1865, tuvo su primer Alcalde, según documentos que se han encontrado.

## División Política
Aldeas: 7 (2013)
Caseríos: 113 (2013) 
| Código | Aldea                           |
| ------ | ------------------------------- |
| 180901 | Sulaco (cabecera del municipio) |
| 180902 | El Desmonte                     |
| 180903 | El Jaral                        |
| 180904 | La Albardilla                   |
| 180905 | Las Cañas                       |
| 180906 | San Antonio                     |
| 180907 | San Juan                        |